# Kraśnik
Kraśnik je město v jihovýchodním Polsku v Lublinském vojvodství v okrese Kraśnik v historickém Malopolsku. Vzniklo v roce 1975 po sloučení dříve samostaných obcí Kraśnik Lubelski a Kraśnik Fabryczny. K 31. prosinci 2020 zde žilo 36 870 obyvatel.
Nedaleko města nacházejícího se 49 km jihozápadně od Lublinu se v srpnu 1914 odehrála bitva u Krašniku, v níž rakousko-uherská armáda zvítězila nad Rusy.

## Galerie

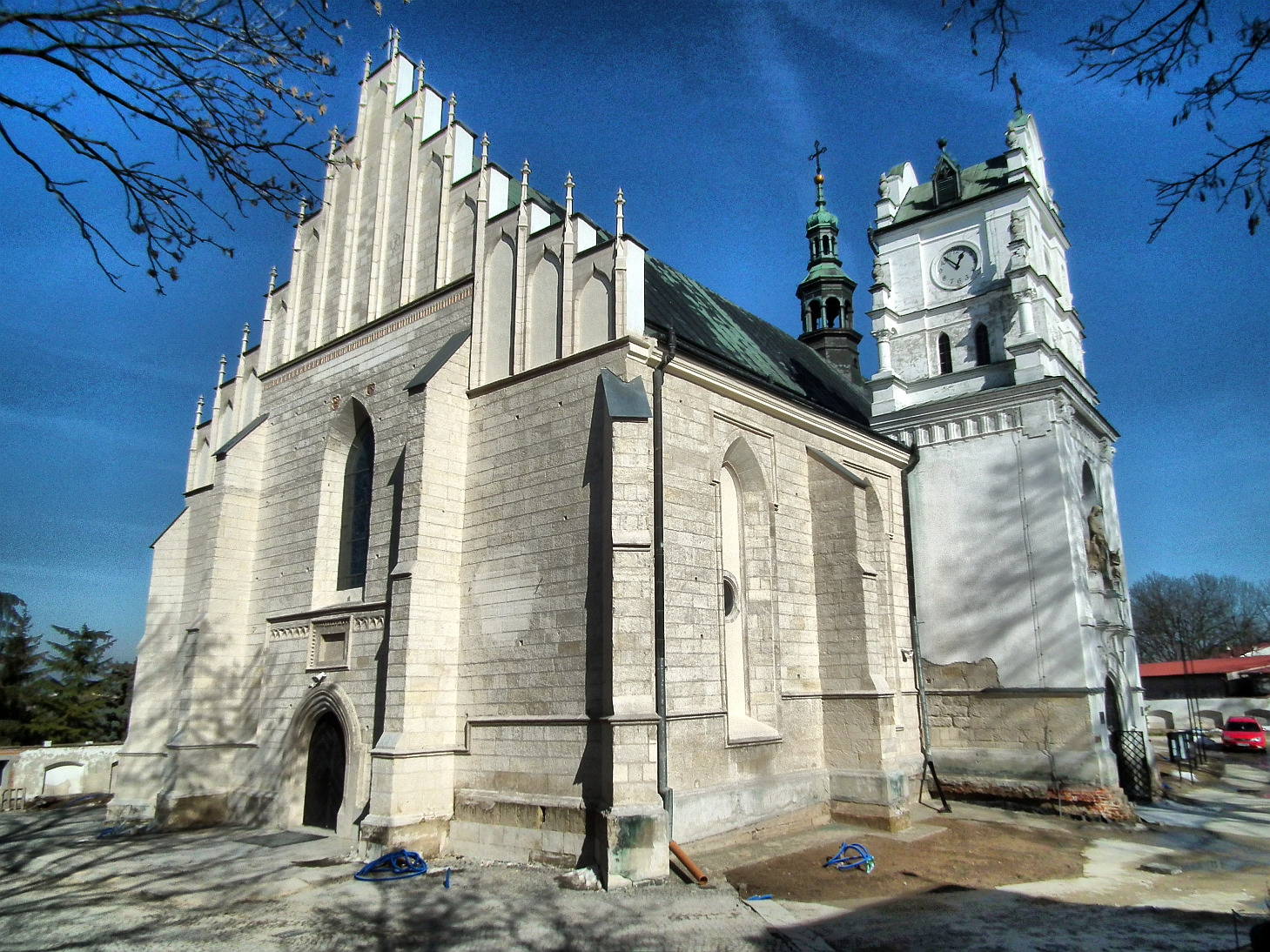
Kostel Nanebevzetí Panny Marie
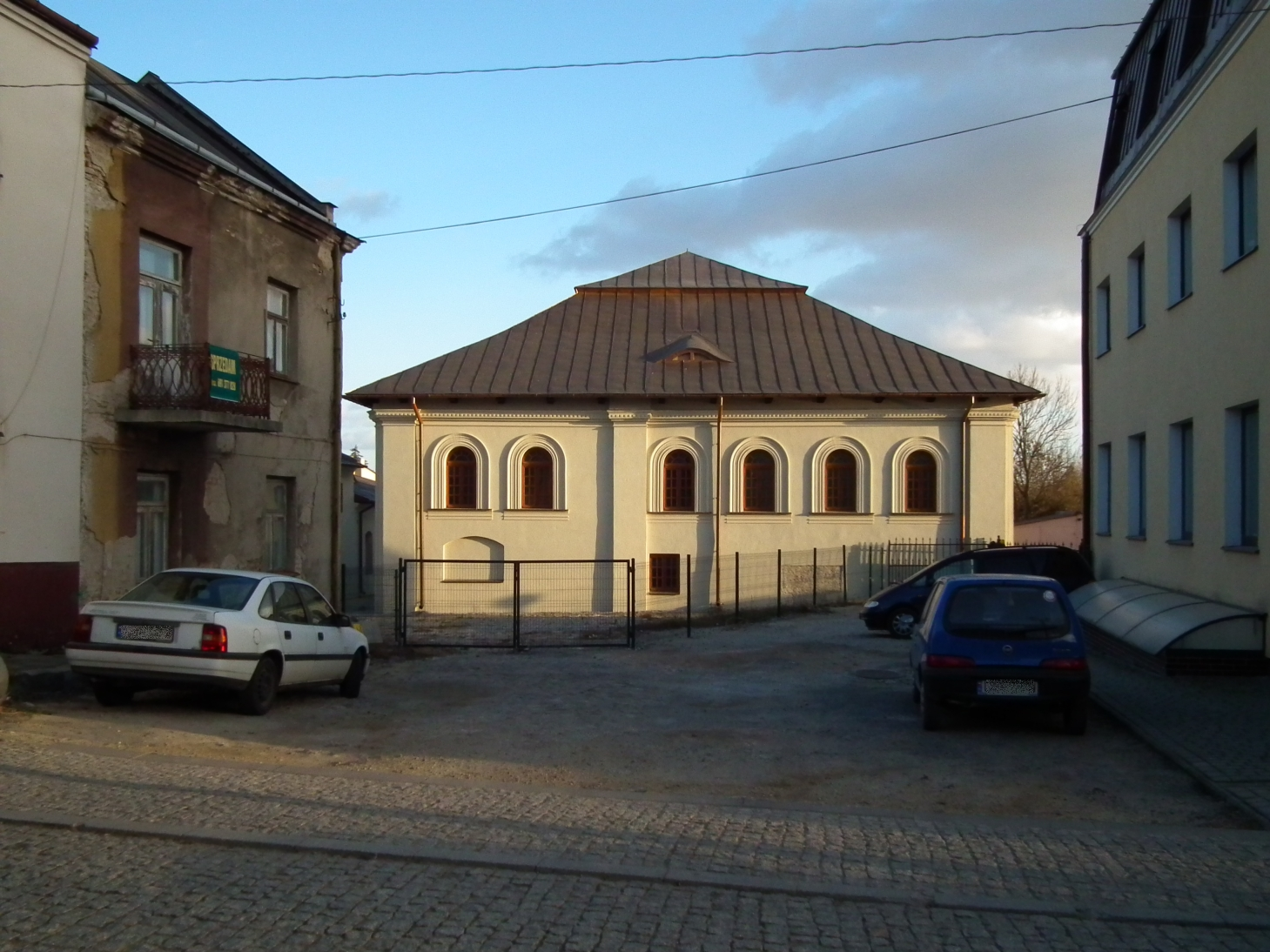
Synagoga
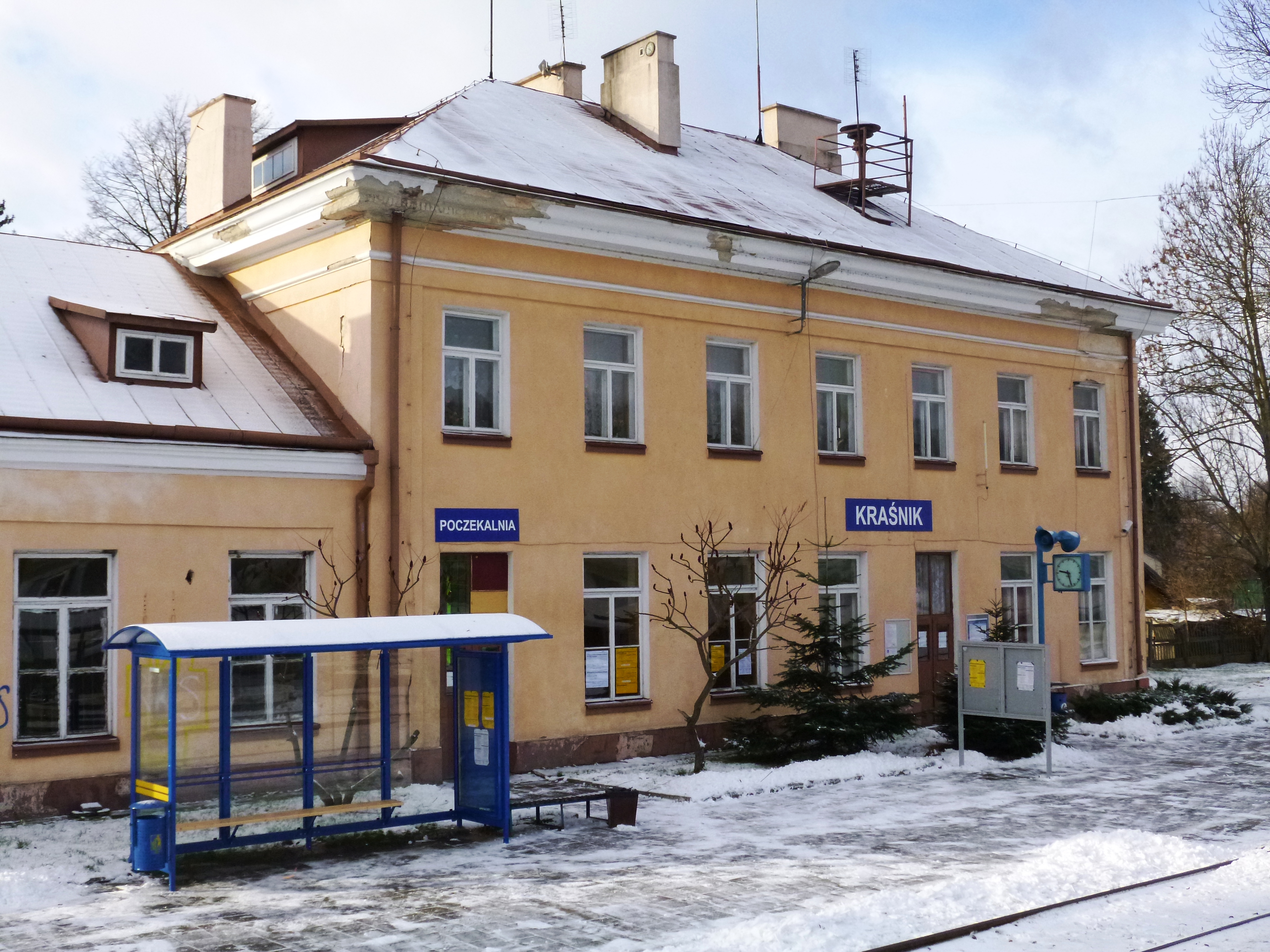
Železniční stanice
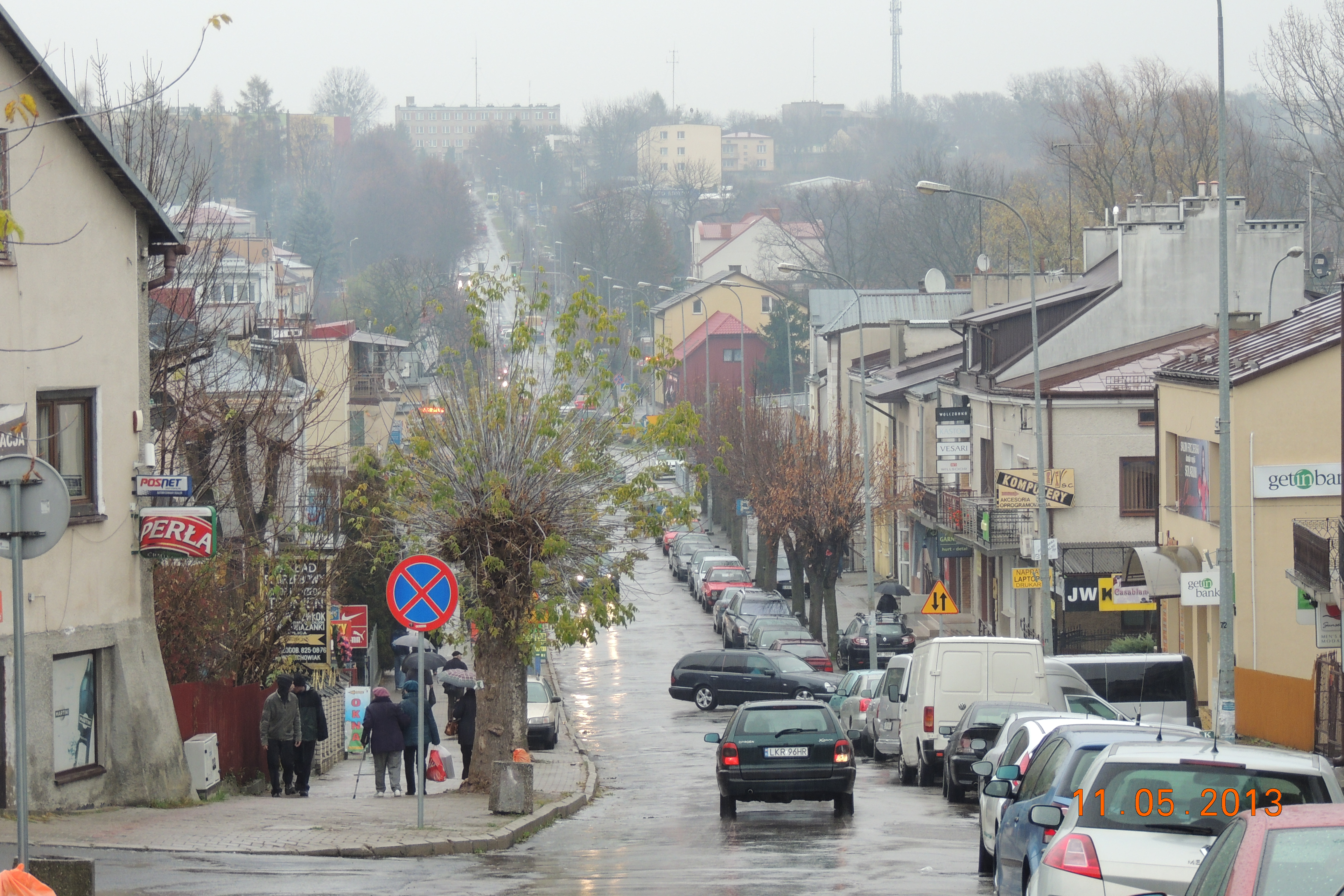
Panorama
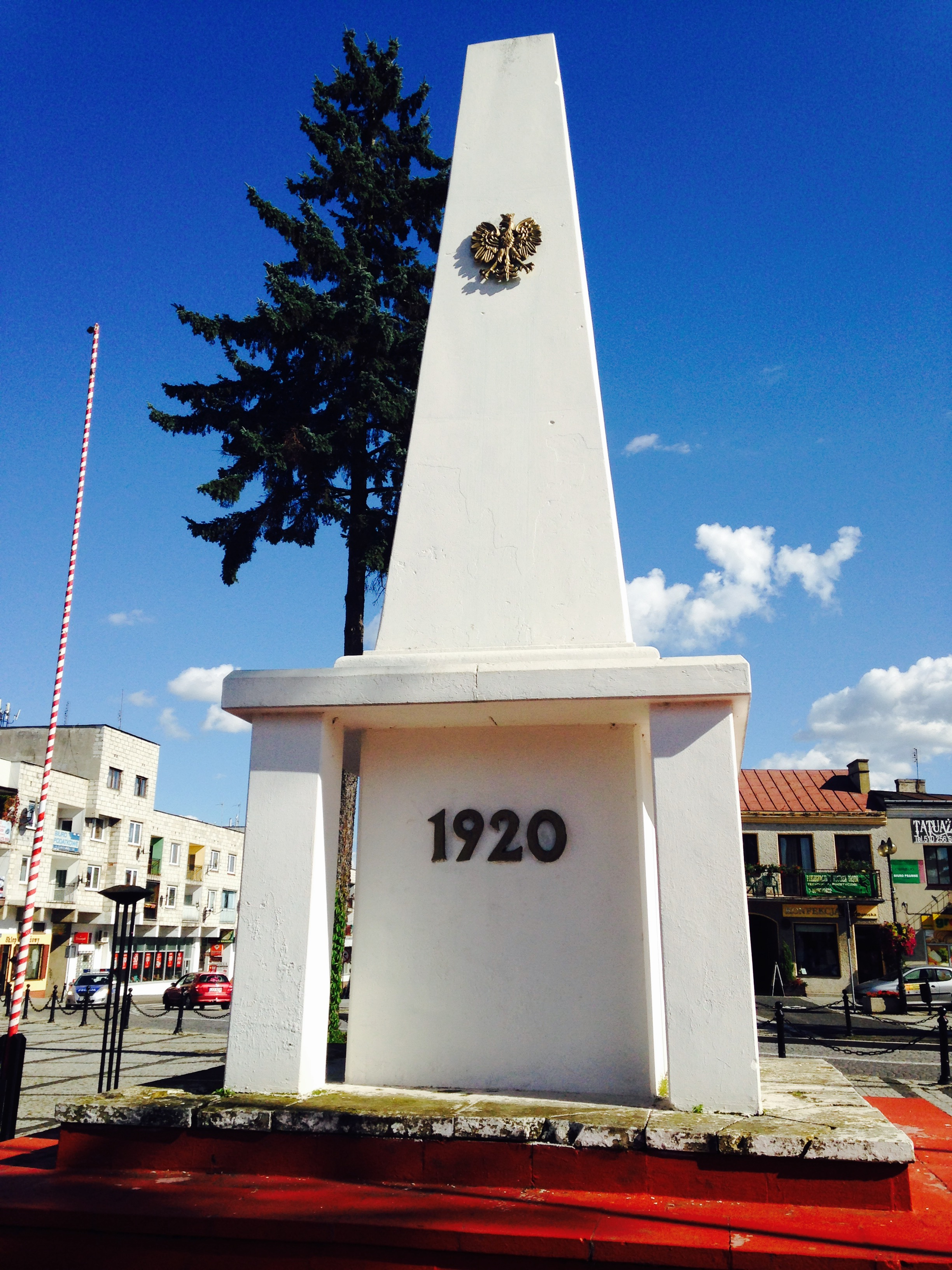
Památník polsko-sovětské válce